# كيسي (كارولاينا الجنوبية)
كيسي (بالإنجليزية: Cayce, South Carolina)‏ هي مدينة تقع في الولايات المتحدة في مقاطعة ليكسينغتون (كارولاينا الجنوبية).  يقدر عدد سكانها بـ 12,528 نسمة ومساحتها 45.1 كم2  وترتفع عن سطح البحر 73 متر.

## التركيبة السكانية
حدّد مكتب تعداد الولايات المتحدة بيانات التركيبة السكانية لكيسي في تعداد الولايات المتحدة. في ما يلي، التركيبة السكانية حسب تعدادي 2000 و2010.

### تعداد عام 2000
بلغ عدد سكان كيسي 12,150 نسمة بحسب تعداد عام 2000، وبلغ عدد الأسر 5,133 أسرة وعدد العائلات 3,081 عائلة مقيمة في المدينة. في حين سجلت الكثافة السكانية 266.9 نسمة لكل كيلومتر مربع (691.3/ميل2). وبلغ عدد الوحدات السكنية 5,517 وحدة بمتوسط كثافة قدره 121.2 لكل كيلومتر مربع (313.9/ميل2).
وتوزع التركيب العرقي للمدينة بنسبة 74.55% من البيض و22.50% من الأمريكيين الأفارقة و0.26% من الأمريكيين الأصليين و1.08% من الأمريكيين ذوي الأصول الآسيوية و0.15% من سكان جزر المحيط الهادئ و0.67% من الأعراق الأخرى و0.80% من عرقين مختلطين أو أكثر و1.28% من الهسبانيون أو اللاتينيون من أي عرق.
بلغ عدد الأسر 5,133 أسرة كانت نسبة 28.1% منها لديها أطفال تحت سن الثامنة عشر تعيش معهم، وبلغت نسبة الأزواج القاطنين مع بعضهم البعض 41.8% من أصل المجموع الكلي للأسر، ونسبة 14.5% من الأسر كان لديها معيلات من الإناث دون وجود شريك،  بينما كانت نسبة 3.7% من الأسر لديها معيلون من الذكور دون وجود شريكة وكانت نسبة 40% من غير العائلات. تألفت نسبة 29% من أصل جميع الأسر من عدة أفراد يعيشون في نفس المنزل ونسبة 10.8% كانت تتألف من شخص يعيش بمفرده يبلغ من العمر 65 عاماً أو أكثر. وبلغ متوسط حجم الأسرة المعيشية 2.36، أما متوسط حجم العائلات فبلغ 2.89.
بلغ العمر الوسطي للسكان 36.1 عاماً. وكانت نسبة 20.7% من القاطنين تحت سن الثامنة عشر، وكانت نسبة 14.1% بين الثامنة عشر والرابعة والعشرين عاماً، ونسبة 28.6% كانت واقعةً في الفئة العمرية ما بين الخامسة والعشرين والرابعة والأربعين عاماً، ونسبة 21.8% كانت ما بين الخامسة والأربعين والرابعة والستين، ونسبة 14.5% كانت ضمن فئة الخامسة والستين عاماً فما فوق. يوجد لكل 100 أنثى 86.3 ذكر، ويوجد لكل 100 أنثى في الثامنة عشر من عمرها فما فوق 81.8 ذكر.
بلغ متوسط دخل الأسرة في المدينة 35,850 دولارًا، أما متوسط دخل العائلة فبلغ 43,560 دولارًا. وكان متوسط دخل الذكور 30,317 دولارًا مقابل 24,408 دولارًا للإناث. وسجل دخل الفرد الخاص بالمدينة 17,745 دولارًا. وكانت نسبة 9.9% من العائلات ونسبة 17% من السكان تحت خط الفقر، وكان من هؤلاء نسبة 20.7% تحت سن الثامنة عشر ونسبة 8.2% في الخامسة والستين من العمر وما فوق.

### تعداد عام 2010
بلغ عدد سكان كيسي 12,528 نسمة بحسب تعداد عام 2010، وبلغ عدد الأسر 5,354 أسرة وعدد العائلات 2,937 عائلة مقيمة في المدينة. في حين سجلت الكثافة السكانية 275.2 نسمة لكل كيلومتر مربع (712.8/ميل2). وبلغ عدد الوحدات السكنية 5,834 وحدة بمتوسط كثافة قدره 128.2 لكل كيلومتر مربع (332.0/ميل2).
وتوزع التركيب العرقي للمدينة بنسبة 68.02% من البيض و25.14% من الأمريكيين الأفارقة و0.42% من الأمريكيين الأصليين و1.88% من الأمريكيين ذوي الأصول الآسيوية و0.07% من سكان جزر المحيط الهادئ و2.34% من الأعراق الأخرى و2.12% من عرقين مختلطين أو أكثر و4.30% من الهسبانيون أو اللاتينيون من أي عرق.
بلغ عدد الأسر 5,354 أسرة كانت نسبة 24.3% منها لديها أطفال تحت سن الثامنة عشر تعيش معهم، وبلغت نسبة الأزواج القاطنين مع بعضهم البعض 35.4% من أصل المجموع الكلي للأسر، ونسبة 14.9% من الأسر كان لديها معيلات من الإناث دون وجود شريك،  بينما كانت نسبة 4.6% من الأسر لديها معيلون من الذكور دون وجود شريكة وكانت نسبة 45.1% من غير العائلات. تألفت نسبة 31.1% من أصل جميع الأسر من عدة أفراد يعيشون في نفس المنزل ونسبة 10.2% كانت تتألف من شخص يعيش بمفرده يبلغ من العمر 65 عاماً أو أكثر. وبلغ متوسط حجم الأسرة المعيشية 2.34، أما متوسط حجم العائلات فبلغ 2.91.
بلغ العمر الوسطي للسكان 34.9 عاماً. وكانت نسبة 18.6% من القاطنين تحت سن الثامنة عشر، وكانت نسبة 16.9% بين الثامنة عشر والرابعة والعشرين عاماً، ونسبة 25.6% كانت واقعةً في الفئة العمرية ما بين الخامسة والعشرين والرابعة والأربعين عاماً، ونسبة 24.9% كانت ما بين الخامسة والأربعين والرابعة والستين، ونسبة 14% كانت ضمن فئة الخامسة والستين عاماً فما فوق. وتوزع التركيب الجنسي للسكان بنسبة 47.9% ذكور و52.1% إناث.

## أعلام
- روفس توماس